# Ancylotrypa zuluensis
Ancylotrypa zuluensis är en spindelart som först beskrevs av Lawrence 1937.  Ancylotrypa zuluensis ingår i släktet Ancylotrypa och familjen Cyrtaucheniidae. Inga underarter finns listade i Catalogue of Life.